# 이은경 (1972년생 양궁 선수)
이은경(李銀敬. 1972년 7월 15일 ~)은 대한민국의 전직 양궁 선수이자 현재 양궁 코치 겸 스포츠 해설가이다. 1983년 수원 연무초등학교 5학년 때부터 양궁을 시작해 17년동안 양궁 선수로 활동했고 특히 1990년대 김수녕과 함께 여자 양궁의 간판스타로 1992년 하계 올림픽에서 여자 양궁 단체전에서 금메달을 획득하였다. 2000년에 선수 생활을 마감했고 이후 2008년 하계 올림픽과 2012년 하계 올림픽에서 KBS 양궁 해설위원으로 활동하였다.

## 출신 학교
- 고려대학교 체육대학원 박사